# Trebnitzgrund
Koordinaten: 50° 51′ 35″ N, 13° 49′ 6″ O
Das Naturschutzgebiet Trebnitzgrund liegt im Landkreis Sächsische Schweiz-Osterzgebirge in Sachsen. Es erstreckt sich westlich von Berthelsdorf, einem Ortsteil der Landstadt Liebstadt, entlang des Trebnitzbaches. Am nördlichen Rand des Gebietes verläuft die Kreisstraße K 8705, westlich verläuft die S 178 und fließt die Müglitz.

## Bedeutung
Das etwa 47,4 ha große Gebiet mit der NSG-Nr. D 49 wurde im Jahr 1994 unter Naturschutz gestellt.